# فالفيردي دي ليجانس
بلدية فالفيردي دي ليجانس (بالإسبانية: Valverde de Leganés)‏, هي إحدى بلديات مقاطعة بطليوس, التي تقع في منطقة إكستريمادورا, والتي تقع في غرب إسبانيا.
يبلغ عدد سكانها 3.804 نسمة وفقاً لإحصائية سنة (2002).